# 13543 Butler
13543 Butler (1992 AO2) là một tiểu hành tinh vành đai chính được phát hiện ngày 2 tháng 1 năm 1992 bởi Spacewatch ở Kitt Peak.